# 謝爾曼鎮區 (密蘇里州哈里森縣)
謝爾曼鎮區（英語：Sherman Township）是位於美國密蘇里州哈里森縣的一個行政鎮區。

## 地方資料
謝爾曼鎮區的面積為91.03平方千米，當中陸地面積為90.80平方千米，而水域面積為0.23平方千米。根據2020年美國人口普查的數據，當地共有人口130人，而人口密度為每平方千米1.43人。